# Star Wars Jedi: Survivor
Star Wars Jedi: Survivor è un videogioco d'avventura e azione sviluppato da Respawn Entertainment e pubblicato da Electronic Arts. Sequel di Star Wars Jedi: Fallen Order, è stato distribuito per Microsoft Windows, PlayStation 5 e Xbox Series X/S il 28 aprile 2023. La versione per PlayStation 4 e Xbox One è disponibile dal 17 settembre 2024.

## Trama
Cinque anni dopo gli eventi di Fallen Order, Cal Kestis si è separato dai compagni Cere Junda, Greez Dritus e Merrin, lavorando contro l'Impero Galattico insieme ad una nuova squadra e il suo fidato droide BD-1.
La squadra di Cal si dirige su Coruscant per ottenere informazioni militari dal senatore pau'an Daho Sejan, ma vengono raggiunti dalla Nona Sorella (sopravvissuta allo scontro con Cal su Kashyyyk), che uccide Sejan, venendo poi sconfitta definitivamente da Cal. Cal e il pistolero Bode Akuna, unici sopravvissuti, fuggono da Coruscant, ma la Stinger Mantis viene danneggiata, obbligando Cal ad andare sul pianeta Koboh, rifugio di Greez, per ripararla.
Giunto alla taverna di Greez, Cal scopre che il pianeta è sotto il controllo dei Predoni del Caos, una fazione criminale guidata dal guerriero Gen'dai Rayvis. Trovato Greez, Cal incontra anche ZN-A4, un droide dell'Alta Repubblica rimasta bloccata per secoli nelle caverne, che gli indica come attivare il meccanismo nella foresta di Koboh per fargli accedere al pianeta Tanalorr: tale pianeta è infatti avvolto da una nebulosa invalicabile, che lo renderebbe il luogo adatto a Cal e ai suoi amici per nascondersi dall'Impero Galattico. Durante il suo percorso, Cal si imbatte in Dagan Gera, un Jedi dell'Alta Repubblica intrappolato da secoli in una vasca di bacta. In passato aveva trovato l'accesso a Tanalorr insieme alla compagna Santari Khri; tuttavia, dopo l'attacco del sindacato criminale dei Nihil, l'Ordine decise di abbandonare Tanalorr: questo portò Dagan a tradire i Jedi, venendo così imprigionato da Khri nella vasca. Dopo essere stato liberato da Cal, Dagan si converte al Lato Oscuro, affrontando Cal e fuggendo poi con Rayvis, diventato suo alleato secoli prima (avendolo sconfitto in duello).
Riparata la Mantis Cal, Bode e Greez si dirigono su Jedha, in cui Cere e il maestro Eno Cordova hanno creato la base del Cammino Segreto, un ordine che da rifugio a tutti i ricercati dall’Impero. Incontratosi con Merrin (con la quale inizia una storia d'amore), Cal raggiunge Cere e Cordova, chiedendogli informazioni su Santari Khri. Studiando gli Archivi Jedi, vengono a sapere che Santari Khri costruì tre bussole per navigare la nebulosa di Tanalorr. Capendo che Tanalorr potrebbe essere il rifugio perfetto per il Cammino Segreto, Cal e i suoi compagni si mettono alla ricerca delle bussole su Koboh e sulla sua luna frantumata.
Sconfitti Rayvis e Dagan Gera, Cal ritorna su Jedha per far riparare a Cordova l'ultima bussola funzionante. Tuttavia, Bode tradisce il gruppo, uccidendo Cordova e fuggendo con la bussola. Cal lo affronta, e Bode si rivela essere un Jedi sopravvissuto all'Ordine 66, diventato una spia imperiale. Quest'ultimo sconfigge Cal e fugge via, mentre nel frattempo il rifugio del Cammino Segreto viene attaccato dall'Impero, avvisati da Bode. Merrin e Cere difendono i membri dall'assalto imperiale, ma quest'ultima rimane uccisa in uno scontro con Darth Vader.
Ritornato dai suoi amici, Cal traccia Bode al sistema imperiale di Nova Garon, affrontando il comandante della base Lank Denvik. Qui incontra Bode insieme alla figlia Kata, che gli spiega di aver servito Denvik di nascosto per garantire la sicurezza della figlia; Cal inoltre capisce di essere stato condotto di proposito alla base affinché uccidesse il suo comandante, permettendo a Bode e Kata di fuggire su Tanalorr senza essere seguiti. Cal insegue Bode e, corrotto dal Lato Oscuro, finisce quasi per uccidere Denvik, venendo tuttavia fermato da Merrin.
Fuggito dalla base, Cal trova una registrazione di Santari Khri, che spiega un altro modo per raggiungere Tanalorr: riallineare il meccanismo su Koboh con quello della luna frantumata. Così si apre un varco verso Tanalorr, permettendo al gruppo di dirigersi sul pianeta. Giunti lì, Cal e Merrin cercano di convincere Bode ad arrendersi, ma egli si rifiuta, obbligando Cal a ucciderlo, cedendo momentaneamente al Lato Oscuro. 
Successivamente Cal e Merrin organizzano un funerale Jedi a Cere, Cordova e Bode; Cal infine promette di prendersi cura di Kata e di usare Tanalorr come rifugio per il Cammino Segreto.

## Modalità di gioco
Star Wars Jedi: Survivor mantiene molti elementi del gameplay del suo predecessore con nuove aggiunte. Nel combattimento con la spada laser, ci sono cinque stili potenziabili che Cal Kestis può utilizzare secondo il game director Stig Asmussen. Come in Star Wars Jedi: Fallen Order sono disponibili la spada singola e la doppia spada laser, mentre lo speciale attacco con spada singola a doppia impugnatura del gioco precedente viene esteso in un vero e proprio stile della spada laser. Un nuovo e più appesantito stile, come Kylo Ren con la guardia incrociata, è stato inserito, la quale richiede maggiore confidenza per essere padroneggiato a causa di una finestra temporale maggiore nel bloccare e parare gli attacchi dei nemici. Il secondo nuovo stile permette al giocatore di utilizzare la spada laser in combinazione al blaster per attacchi a distanza breve e lunga. Questi stili differenti sono stati progettati per essere impiegati nel combattimento con specifici tipi di avversari, la quale Asmussen afferma che il giocatore dovrà "scoprire qual è l'arma migliore da utilizzare". Un'ulteriore abilità di stasi della Forza, come quella usata da Kylo Ren ne Il risveglio della Forza, permette al giocatore di immobilizzare i nemici e i colpi di blaster a mezz'aria.
I pianeti di Star Wars Jedi: Survivor presentano mappe più grandi e più vaste, popolate da più PNG. Il pianeta Koboh è stato descritto come "una casa lontano dalla casa", il giocatore lo visiterà nel corso della storia, e ad ogni visita, saranno disponibili nuovi percorsi. Il design director Jeff Magers ha affermato che «Esplorando i pianeti, i giocatori plasmeranno Cal nel loro stile attraverso la personalizzazione" e molte delle aree facoltative contengono abilità, miglioramenti e vantaggi che renderanno Cal «più potente e meglio equipaggiato per affrontare le sfide future». L'esplorazione in Survivor è stata resa più semplice con l'introduzione del viaggio veloce nei punti di meditazione dove il giocatore può viaggiare velocemente in un altro punto di meditazione su di un pianeta che ha già scoperto. Il viaggio veloce era una caratteristica molto richiesta da aggiungere in quanto assente in Fallen Order. Inoltre, le piattaforme di atterraggio della Mantis sono state trasferite in una posizione più centrale per facilitare l'accesso alle varie regioni dei pianeti.
Sparse su Koboh sono presenti le prove delle camere Jedi, le quali contengono enigmi e sfide da completare e forniscono ricompense, come punti abilità da utilizzare per potenziare le abilità e i poteri.
Le opzioni di personalizzazione per l'abbigliamento del giocatore sono state ampliate rispetto ai poncho di Fallen Order. Survivor permette al giocatore di personalizzare interamente l'aspetto di Cal con nuovi indumenti. Anche le acconciature e la barba di Cal possono essere personalizzate.

## Sviluppo

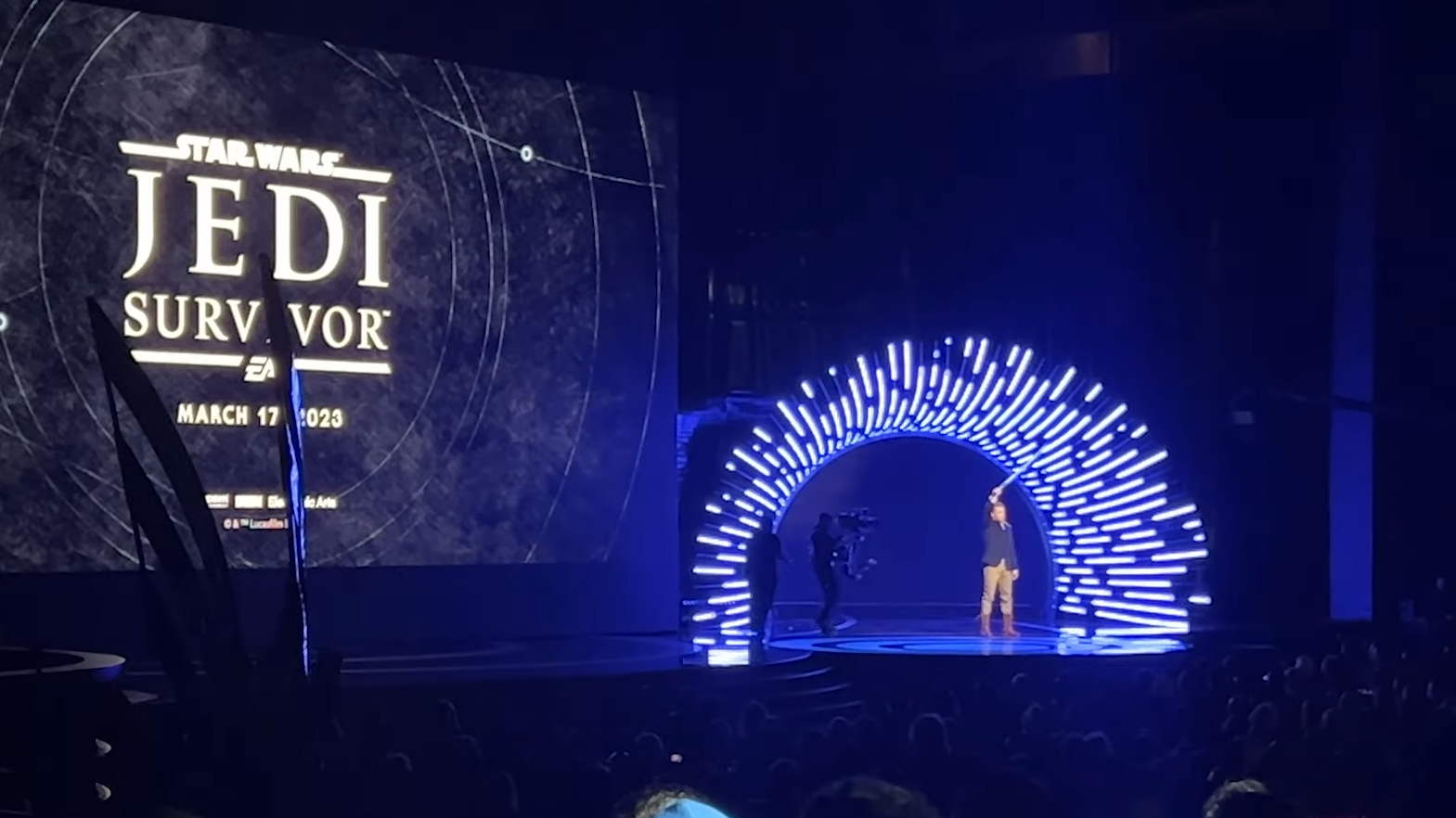
Star Wars Jedi: Survivor presentato ai The Game Awards 2022

Lo sviluppo di un sequel di Fallen Order è stato annunciato nel gennaio 2022. Il titolo del gioco Star Wars Jedi: Survivor è stato svelato nel maggio 2022 insieme al debutto del teaser trailer in CGI alla Star Wars Celebration. Il gioco è stato sviluppato da Respawn Entertainment e distribuito il 28 aprile 2023 per Microsoft Windows, PlayStation 5 e Xbox Series X/S.
Stig Asmussen ha dichiarato che il ray tracing in tempo reale e altre funzionalità di nuova generazione permettono a Respawn di sfruttare «ad una qualità molto al di sopra di qualsiasi cosa abbiamo mai sviluppato prima». Puntando esclusivamente sulle console di nona generazione, Survivor godrà di caricamenti notevolmente più veloci. Nell'agosto 2023 Electronic Arts ha annunciato l'arrivo del gioco anche su PlayStation 4 e Xbox One che è disponibile dal 17 settembre 2024.

## Pubblicazione
Il primo teaser per Star Wars Jedi: Survivor è stato pubblicato nel maggio 2022. EA ha mostrato un nuovo trailer della modalità di gioco ai Game Award l'8 dicembre 2022, mentre ha annunciato che il gioco sarebbe uscito il 17 marzo 2023. Il 31 gennaio 2023, EA ha annunciato via Twitter che il gioco sarebbe stato posticipato al 28 aprile seguente, per permettere agli sviluppatori di Respawn di effettuare «correzioni di bug per migliorare le prestazioni, la stabilità, le rifiniture, e soprattutto, l'esperienza del giocatore». Il 9 aprile 2023 durante la Star Wars Celebration, è stato svelato un trailer di gameplay finale che include uno sguardo al pianeta di Coruscant che Cal visita nel prologo del gioco.

## Altri media
Star Wars Jedi: Battle Scars è un romanzo tie-in scritto da Sam Maggs e pubblicato il 7 marzo 2023, il quale colma il divario di cinque anni tra Fallen Order e Survivor. La copertina del libro è stata svelata il 1º dicembre 2022, con i personaggi di ritorno da Fallen Order inclusi Cere Junda, Greez Dritus, la Sorella della Notte Merrin e BD-1. L'Inquisitore Imperiale Quinto Fratello, apparso nella serie animata Star Wars Rebels e nella miniserie Obi-Wan Kenobi, verrà introdotto nel gioco.

## Doppiaggio
Il doppiaggio italiano è stato eseguito presso la Local Transit.
| Personaggio                | Doppiatore originale   | Doppiatore italiano |
| -------------------------- | ---------------------- | ------------------- |
| Cal Kestis                 | Cameron Monaghan       | Manuel Meli         |
| Cere Junda                 | Debra Wilson           | Patrizia Burul      |
| Bode Akuna                 | Noshir Dalal           | Ezio Conenna        |
| Sorella della Notte Merrin | Tina Ivlev             | Giorgia Brasini     |
| Dagan Gera                 | Cody Fern              | Emanuele Ruzza      |
| Greez Dritus               | Daniel Roebuck         | Luigi Ferraro       |
| Santari Khri               | Tracy Ifeachor         | Roberta De Roberto  |
| Rayvis                     | D.C. Douglas           | Marco Fumarola      |
| Nona Sorella Masana Tide   | Misty Lee              | Anna Cugini         |
| ZN-A4 (Zeta)               | Kendal Rae             | Ilaria Giorgino     |
| Eno Cordova                | Tony Amendola          | Antonio Palumbo     |
| Doma Dendra                | Rebecca Wisocky        | Cristina Poccardi   |
| MXNK-6 (Monk)              | Chris Diamantopoulos   | Elio Marconato      |
| Turgle                     | Richard Steven Horvitz | Fabrizio Picconi    |
| Kata Akuna                 | Tajinae Turner         | Valentina De Marchi |
| Gabs                       | Britt Baron            | Marta Altinier      |
| Bravo                      | Russell Richardson     | Gianpaolo Caprino   |
| Ashe Javi                  | Andi René Christensen  | Alessandra Sani     |
| Caij Vanda                 | Verona Blue            | Valentina De Marchi |
| Mosey Cimarron             | Elizabeth Frances      | Cristina Poccardi   |
| Comandante Lank Denvik     | Gideon Emery           | Sergio Lucchetti    |
| Boba Fett                  | Temuera Morrison       | Roberto Pedicini    |
| Darth Vader                | Scott Lawrence         | Luca Biagini        |
| Senatore Daho Sejan        | T. J. Ramini           | Luca Dal Fabbro     |

## Accoglienza

### Critica
| Testata                              | Versione | Giudizio |
| ------------------------------------ | -------- | -------- |
| Metacritic (media al 30 aprile 2023) | PC       | 78/100   |
| Metacritic (media al 30 aprile 2023) | PS5      | 86/100   |
| Metacritic (media al 30 aprile 2023) | XSX      | 85/100   |
| Destructoid                          | PS5      | 9/10     |
| Everyeye.it (ITA)                    | PS5      | 8,7/10   |
| Game Informer                        | PS5      | 9,25/10  |
| GameSpot                             | XSX      | 8/10     |
| GamesRadar+                          | PS5      | [ 31 ]   |
| IGN                                  | PS5      | 9/10     |
| Jeuxvideo.com (FRA)                  | XSX      | 17/20    |
| Multiplayer.it (ITA)                 | PS5      | 8,5/10   |
| PCGamesN                             | PC       | 8/10     |
| PC Gamer                             | PC       | 80/100   |

Star Wars Jedi: Survivor ha ricevuto recensioni "generalmente positive", secondo l'aggregatore di recensioni Metacritic.
In una recensione da cinque stelle, Rick Lane del The Guardian ha definito Survivor «il miglior gioco di Guerre stellari degli ultimi vent'anni» e «visivamente spettacolare, meccanicamente evoluto e molto divertente». Mentre ha descritto una trama "piatta", The Verge ha apprezzato il mix di azione e platform di Survivor, la sceneggiatura, e come «riesce a bilanciare tutti questi diversi elementi, in modo da non sentirsi bloccato facendo una cosa sola».
La critica di PC Gamer ha evidenziato i problemi di prestazioni che la versione PC ha sofferto, dove alcune parti del gioco girerebbero a 35 fps. EA ha promesso che il gioco riceverà aggiornamenti per migliorare le performance del gioco su PC.

### Vendite
La versione PlayStation 5 di Star Wars Jedi: Survivor è stata la settima più venduta durante la prima settimana di pubblicazione in Giappone, con 16,742 copie fisiche vendute. Nel Regno Unito le vendite al lancio di Survivor sono state il 30% superiori rispetto al suo predecessore Fallen Order. Nell'aprile e maggio 2023, Star Wars Jedi: Survivor è stato il gioco più scaricato sul PlayStation Store europeo e nordamericano.

### Riconoscimenti
- 2023 – Golden Joystick Awards[43]
  - Candidatura al videogioco dell'anno
  - Candidatura alla miglior interpretazione da protagonista a Cameron Monaghan
  - Candidatura alla miglior narrazione
  - Candidatura al videogioco dell'anno PlayStation
- 2023 – The Game Awards[44]
  - Candidatura alla miglior interpretazione a Cameron Monaghan
  - Candidatura al miglior videogioco d'avventura dinamica
- 2024 – Grammy Awards 2024[45]
  - Miglior colonna sonora per videogiochi e altri media interattivi
- 2024 – D.I.C.E. Awards[46]
  - Candidatura al videogioco d'avventura dell'anno
  - Candidatura alla miglior direzione videoludica
  - Candidatura alla miglior progettazione audio
  - Candidatura alla miglior colonna sonora
- 2024 – British Academy Video Games Awards[47]
  - Candidatura alla migliore animazione a Nathan Dunlap, David Nam, Thomas Cannell
  - Candidatura al miglior sonoro
  - Candidatura alla miglior storia a Stig Asmussen, Aaron Contreras, Dori Arazi
  - Candidatura alla miglior interpretazione da protagonista a Cameron Monaghan (Cal Kestis)
  - Candidatura alla miglior interpretazione non protagonista a Debra Wilson (Cere Junda)